# Pardosa glacialis
A Pardosa glacialis é uma espécie de aranha-lobo que mede cerca de 4 cm de comprimento e habita no Ártico (principalmente a Groenlândia).